# Especies y ecorregiones amenazadas
La biodiversidad es la variedad de la vida en todas sus manifestaciones, que pueden ser diversidad genética, de organismos y ecológica. El Convenio Internacional en Diversidad Biológica, la define como la variabilidad entre organismos vivos de todas las fuentes incluyendo, entre otras, terrestres, marinas y otros ecosistemas acuáticos y los complejos ecológicos de los que forman parte; esto incluye diversidad dentro de las especies, entre especies y de ecosistemas. Existen regiones alrededor del mundo en las cuales hay una extraordinaria concentración de biodiversidad, denominadas “hotspots” o “puntos calientes” y son definidas por la riqueza de especies (número de especies), riqueza de especies endémicas (número de especies restringidas a un área particular) y número de especies raras o amenazadas.
Existen muchas estimaciones de la diversidad total de organismos, tanto procariotas como eucariotas, que habitan el planeta actualmente. Se estima que hay 8,74 millones de especies eucariotas, de las cuales 2,21 millones son marinas; mientras que en el caso de los procariotas se estiman 10.100 especies, sin embargo este número puede variar ampliamente ya que el concepto de especie en este grupo de seres vivos es muy controversial y el aislamiento de una especie tarda más tiempo debido a la transferencia horizontal de genes. En cuanto a las poblaciones de individuos se estima un total de 1,1 a 6,6 miles de millones. Si bien estos números no representan exactamente la diversidad de poblaciones a nivel global, la facilidad con la cual las poblaciones pueden ser erradicadas (por ejemplo mediante destrucción del hábitat) sugiere que el total está siendo erosionado a una tasa rápida.
En la actualidad se está transitando por una crisis de pérdida de biodiversidad, lo que hace imprescindible la evaluación de qué especies y taxones son los más afectados. Este tipo de información provee herramientas para la planificación de estrategias efectivas de conservación y para comunicar la gravedad de este problema. Existe una creciente preocupación sobre el estado de la biodiversidad, particularmente el decaimiento de las poblaciones y el aumento de las tasas de extinción tanto en especies descriptas y no descriptas como resultado directo e indirecto de las actividades humanas. Por otro lado, el foco en la extinción de especies esconde el grado de la crisis de biodiversidad, porque las tasas de extinciones de poblaciones son de magnitudes mayores que las tasas de extinción de especies. Algunas estimaciones indican que millones de poblaciones se perderán por año, esta tasa es tres veces mayor que la de extinción de especies.

## Categorías de amenaza y extinción

Categorías de la UICN en orden decreciente de gravedad

Una especie amenazada es cualquier especie susceptible a extinguirse en un futuro próximo. La Unión Internacional para la Conservación de la Naturaleza (UICN ó IUCN en inglés) es una asociación de profesionales de la conservación fundada en 1948. Esta asociación se encarga de analizar y categorizar miles de especies, siguiendo criterios de evaluación, basados en la historia de vida y en la situación de riesgo de los especímenes, estas publicaciones son conocidas como “Lista Roja”. En los últimos años ha crecido exponencialmente el número de especies categorizadas, tanto por los esfuerzos realizados como por el descubrimiento de nuevas especies y su posterior análisis.
Las categorías reconocidas mundialmente, para especies amenazadas son: Extinta (EX), Extinta en estado salvaje (EW), Peligro Crítico (CR), En Peligro (EN), Vulnerable (VU). Luego siguen aquellas categorías para especies que presentan menor riesgo de extinción, no han sido estudiadas en profundidad o no han sido evaluadas por la UICN, las mismas son: Riesgo menor/dependiente de conservación (LR/cd), Casi Amenazada (NT), Deficiente de Datos (DD), Preocupación Menor (LC) y No Evaluado (NE). Todas las siglas están escritas en inglés.
Aunque las categorías Amenazada y Vulnerable pueden ser usados indistintamente cuando se discuten categorías UICN, el término amenazado es generalmente usado en referencia las tres categorías: en Peligro crítico, En Peligro, y Vulnerable. Por otro lado, Vulnerable y Amenazada son categorías cuyo significado puede ser intercambiado en muchos contextos, según se considere el significado propio de la palabra (todas las especies de estas categorías se pueden considerar “vulnerables” así como “amenazadas”) o la categoría de la UICN bajo la que se clasifican.

## Especies amenazadas
Durante el último período glacial, el cual finalizó hace 10.000 años, hubo varias extinciones masivas debido a las condiciones adversas generadas por este fenómeno. Sin embargo, hubo extinciones post-glaciales que aparentemente estuvieron relacionadas con la aparición de los humanos en las regiones afectadas (Australia y Norteamérica). Estas coincidencias y el hecho de que las extinciones ocurrieron en tiempos geológicos y evolutivos muy cortos, sugieren un rol causal del humano en las mismas.
Esto indica que el hombre puede influir en la pérdida de biodiversidad de especies y poblaciones, y las diferentes ediciones de la Lista Roja publicadas por la UICN son prueba de ello. En la Lista Roja del 2004 se incluyeron 38.047 especies, de las cuales 15.589 estaban amenazadas; luego, en la Lista Roja del 2008, estos números incrementaron con 44.838 especies incluidas y 16.928 amenazadas.

### Vertebrados amenazados

#### Anfibios
El 99% de las especies de anfibios (6220 especies) han sido evaluadas y examinadas, de estas, cerca del 32,4% están globalmente amenazadas o extintas (2030 especies). Este valor comparado con los porcentajes de especies globalmente amenazadas para mamíferos (23%) y para aves (12%), indica que los anfibios están mucho más amenazados que estos grupos. Además el 42,5% de las especies están en decaimiento, mientras que el 26,6% aparenta estar estable y solo el 0,5% están>Stuart, Simon N.; Chanson, Janice S.; Cox, Neil A.; Young, Bruce E.; Rodrigues, Ana S. L.; Fischman, Debra L.; Waller, Robert W. (3 de diciembre de 2004). «Status and Trends of Amphibian Declines and Extinctions Worldwide». Science (en inglés) 306 (5702): 1783-1786. ISSN 0036-8075. PMID 15486254. doi:10.1126/science.1103538. Consultado el 20 de diciembre de 2015.</ref>
La mayor concentración de anfibios amenazados está en un área relativamente limitada que va desde el sur de México a Ecuador y Venezuela, y en las Grandes Antillas. Otra concentración importante de especies amenazadas están en el Bosque Atlántico del sur de Brasil, Bosques de la Alta Guinea al este de África, bosques del este de Cameroon y este de Nigeria, la Falla Albertina de África central, Arco Montañoso Oriental de la República Unida de Tanzania, Madagascar, los Ghats occidentales de la India, Sri Lanka, centro y sur de China, partes de la isla Borneo de Indonesia y Malasia, la Filipinas y el oriente de Australia.

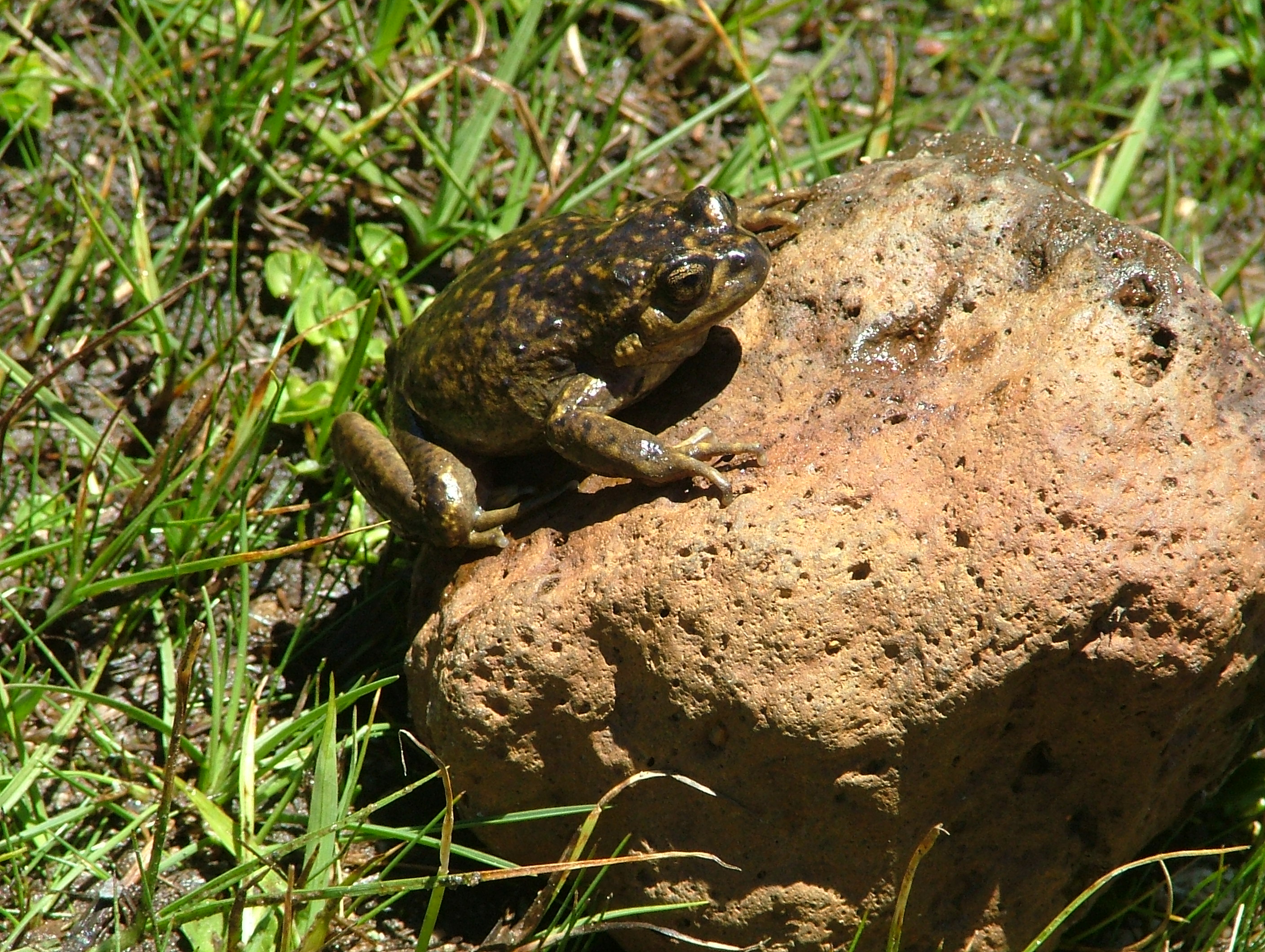
Alsodes pehuenche (ranita pehuenche). Anfibio endémico de los altos Andes de Argentina y Chile, incluido en la categoría En Peligro Crítico de la UICN.

Las principal amenaza es la pérdida y degradación del hábitat, que afecta cerca del 61% de todos los anfibios conocidos. Luego sigue la contaminación, que afecta el 29% de las especies amenazadas. La enfermedad causada por el hongo Batrachochytrium dendrobatidis parece ser una amenaza menos significativa; sin embargo, aquellas poblaciones afectadas pueden sufrir un detrimento repentino y dramático. Por otro lado, es importante destacar que la importancia de estas amenazas puede variar en cada familia de anfibios.
La mayoría de los reportes de especies amenazadas corresponden a ranas y sapos (Orden Anura) y a salamandras (Orden Caudata), pero generalmente no se tienen cuenta las cecilias o gimnofiones (Orden Gymnophiona) ya que no se conoce tanto sobre su biología, taxonomía y las tendencias poblacionales. Sin embargo, la distribución de estos anfibios coincide con varios de los mayores “hotspots” de biodiversidad por lo que no es poco relevante conocer más en detalle las posibles amenazas que puedan estar sufriendo.
En general se ha reportado que las poblaciones de cecilias están disminuyendo y enfrentando extinciones. Sin embargo, en estos reportes no se dan datos cuantitativos y las hipótesis sobre las causas no han sido probadas. Las posibles causas de declinación son cambio del hábitat, las enfermedades y el comercio como mascotas. Aún es necesario mayor investigación sobre los factores que podrían estar causando amenazas en estos anfibios.

#### Aves
El 13,6% de las aves están globalmente amenazadas o extintas, representando 1.360 especies. Las amenazas más importantes son agricultura (87%), explotación forestal (55%) y especies invasivas (51%). En el caso de las especies marinas, la pesca degrada el ambiente marino y provoca la muerte de aves por captura incidental.

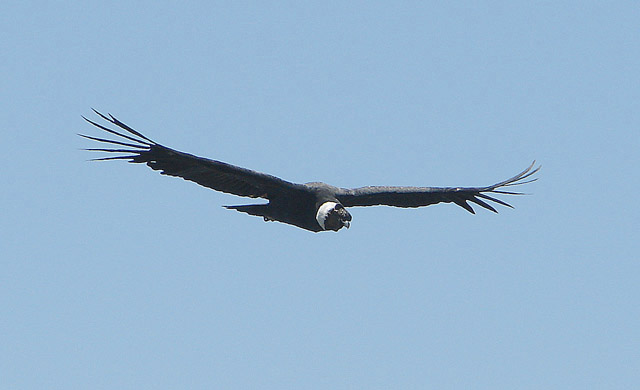
Vultur gryphus (cóndor andino). Ave que habita en Sudamérica, incluido en la categoría Casi Amenazado de la UICN.

Casi todos los países y territorios del mundo (97%) contiene una o más especies de aves globalmente amenazadas. Las regiones que contienen grandes densidades de especies amenazadas incluyen los Andes tropicales, Bosque Atlántico de Brasil, los Himalayas orientales, la región oriental de Madagascar y los archipiélagos del sudeste de Asia. La mayoría de las especies son endémicas de un solo país, tienen rangos de distribución acotados y poblaciones pequeñas.
Las aves se encuentran en todas las regiones del mundo, desde los trópicos a los polos. También están presentes virtualmente en todo tipo de hábitats, desde los desiertos hasta las montañas. Los hábitats más importantes para las aves son los bosques, que soportan el 75% de todas las especies, en especial los tropicales y subtropicales. Luego siguen en importancia las savanas, pastizales, arbustales y humedales.  El hábitat también puede ser determinante del tamaño poblacional de algunas especies amenazadas, por ejemplo, aquellas que habitan en mayores altitudes tienden a tener mayores tamaños poblacionales. Esto puede ser explicado porque la mayoría de las amenazas están relacionadas con las actividades humanas y en esta zona el impacto es menor (como ocurre en Nueva Zelanda). Otra explicación puede ser el efecto de especies introducidas que son vectores de enfermedades, como la malaria aviar en Hawái, por lo que las aves nativas cambian su hábitat por zonas de mayor altitud donde la especie vector no puede subsistir.
Es evidente que la gran mayoría de las especies actualmente consideradas con riesgo de extinción en un futuro próximo, se enumeran como tales debido a los impactos negativos que las actividades humanas han tenido sobre la población mundial, y que además tales impactos se extienden a un gran número de especies que todavía no están en peligro. En la Cumbre Mundial sobre el Desarrollo Sostenible de 2002, las naciones del mundo acordaron perseguir una aplicación más eficaz de los objetivos del Convenio sobre la Diversidad Biológica (CDB) con el fin de lograr una reducción significativa de la tasa actual de pérdida de la diversidad biológica para el año 2010. Sin embargo, para el caso de las aves, un análisis reciente realizado por la asociación internacional BirdLife revela que se ha producido un deterioro constante y continuo del estado de las aves del mundo en los últimos 25 años.

#### Mamíferos
Los mamíferos presentan un 22% de sus especies globalmente amenazadas o extintas, el 63% no están amenazadas y el 15% son deficientes de datos por lo que no se puede determinar su categoría. El estado de conservación de las especies marinas es de particular preocupación, ya que se estima que un 36% están amenazadas. Además el 52% de todas las especies para las cuales se conocen las tendencias poblacionales, están disminuyendo, incluyendo el 22% de aquellas clasificadas como Preocupación Menor.

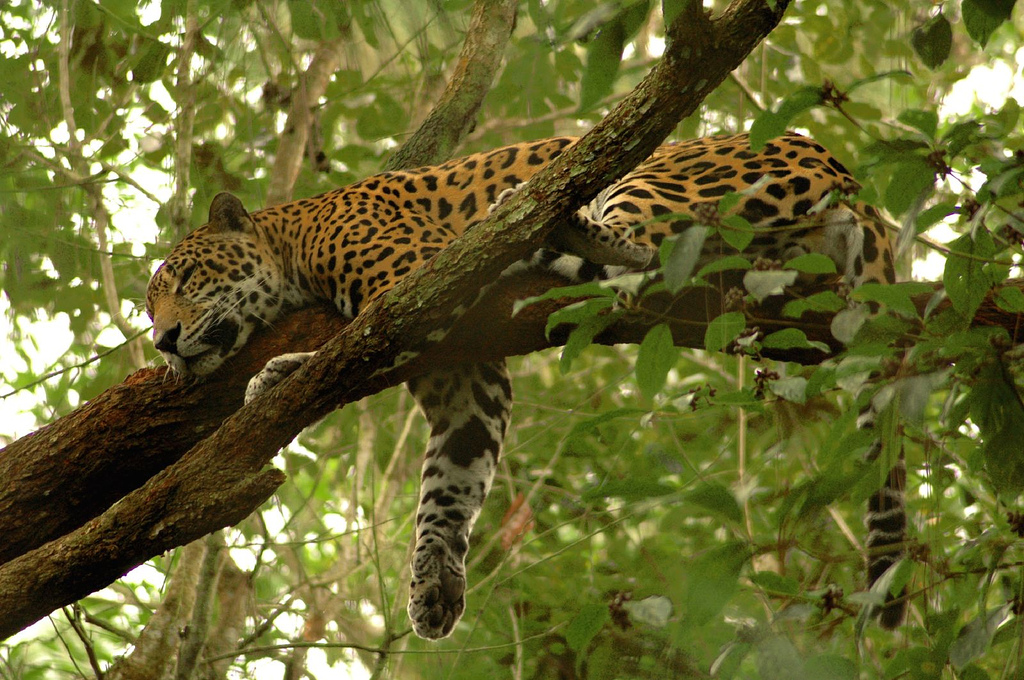
Panthera onca (yaguareté). Mamífero que habita en gran parte de América, incluido en la categoría Casi Amenazada de la UICN.

La mayor densidad de mamíferos amenazados se encuentra en el sudeste de Asia, donde la sobreexplotación y la pérdida del hábitat son las principales causas de deterioro. Otras regiones que tienen un gran número de mamíferos amenazados son los Ghats occidentales al sur de India, Sri Lanka, Tierras Altas de Camerún al este de África, la Falla Albertina en África central, parte de Madagascar y los Andes tropicales; en estas regiones la pérdida de hábitat predomina como la mayor amenaza. En el caso de mamíferos marinos, la mayor concentración se encuentra en el sudeste de Asia y en el norte del océano Atlántico y del Pacífico. Los centros de especies amenazadas están concentrados en regiones con gran impacto por las actividades humanas.
La principal amenaza es la pérdida de hábitat que afecta más de 2000 especies de mamíferos, luego sigue la utilización (para alimento y medicina) que afecta casi 1000 especies. Entre las especies terrestres, la pérdida de hábitat es prevalente a lo largo de los trópicos, que coincide con áreas de grandes deforestaciones en América, África y Asia. Por otro lado, los mamíferos marinos tienen como principal amenaza la muerte accidental (afecta el 78% de las especies), particularmente por redes de pesca y golpes de buques.
Se ha reportado una relación positiva entre el tamaño corporal y el nivel de amenaza.  Esto se debe a que las especies de gran tamaño en general tienen menores densidades poblacionales, historias de vida más lentas, mayores rangos de distribución y es más probable que sean cazados. Sin embargo, tanto especies de gran tamaño corporal como especies pequeñas han sufrido niveles de extinción similares.

#### Reptiles
La gran mayoría de las especies de reptiles muestran, a nivel mundial,  una respuesta negativa a la manipulación antropogénica del hábitat. Las especies terrestres están principalmente amenazadas por la agricultura que afecta el 74% de las especies amenazadas, y por el uso de recursos biológicos (predominantemente explotación forestal y cosecha) que afecta el 64% de las especies amenazadas. En el caso de los reptiles marinos y de agua dulce, están afectados por la explotación de recursos (afecta el 87% de las especies amenazadas), el desarrollo urbano y la contaminación. Además, el cambio climático es un factor de amenaza ya que puede modificar el hábitat, cambiar la tasa de maduración de los huevos y crecimiento de los juveniles, y modificar la proporción de sexos. Es esperable que en aquellas especies que tienen determinación del sexo dependiente de temperatura, el cambio climático sea de mayor impacto.
Actualmente hay un 19% de reptiles amenazados en el mundo. De todas las especies clasificadas como amenazadas, un 47% fueron asignadas en la categoría Vulnerable, otro 41% en la categoría En Peligro y un 12% como Críticamente En Peligro. Para los reptiles asociados con ambientes marinos y de agua dulce, se estima que hay un 30% amenazados. La mayor concentración de especies amenazadas se encuentra en Oceanía (43%), mientras que en los trópicos se encuentran la mayoría de las especies con deficiencia de datos con la ecozona Indomalaya con un 33%, la Neotropical con 20% y la Afrotropical con 18%. Las especies que no han sido profundamente estudiadas y, por lo tanto, son deficientes de datos, tienen gran importancia debido a que es posible que dentro de este grupo existan especies amenazadas y que no son tenidas en cuenta.

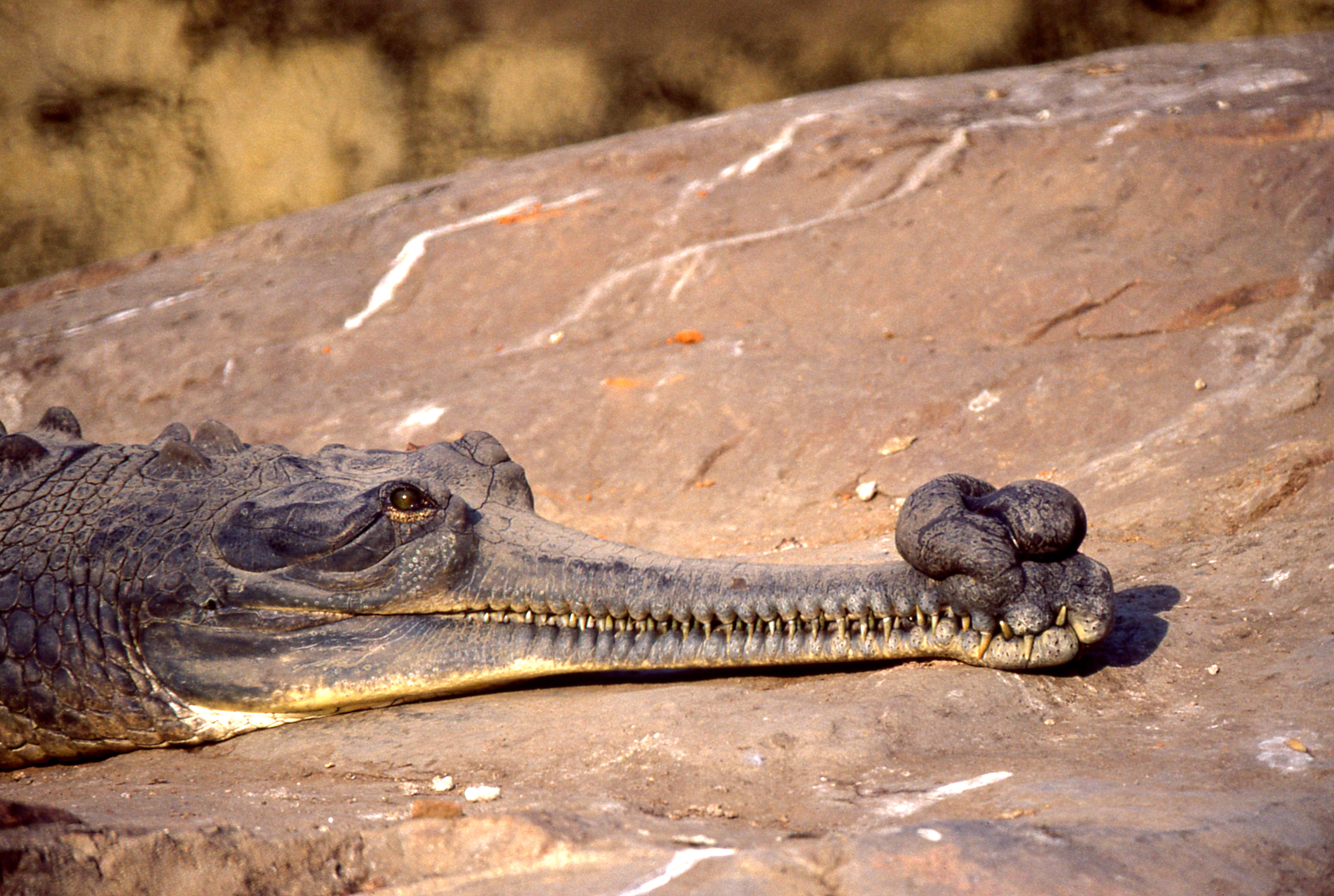
Gavialis gangeticus (gavial de Ganges), macho. Cocodrilo que habita en el norte de India, incluido en la categoría En Peligro Crítico de la UICN.

Una gran proporción de tortugas (orden Testudines) son consideradas en peligro e incluidas en categorías de interés para la conservación, más que otro grupo de reptiles (excepto las dos especies del orden Sphenodontia). Actualmente se estima que cerca del 62% de las especies de tortugas evaluadas se encuentran en peligro. Por otro lado, los cocodrilos (orden Crocodylia) es el linaje de reptiles con menor riesgo de extinción debido a los esfuerzos en reducir la declinación y las amenazas de extinción. Sin embargo, existen casos de algunas especies que aún permanecen al borde de la extinción, tales como el aligátor chino (Alligator sinensis), el caimán negro (Melanosuchus niger) y el gavial indio (Gavialis gangeticus).
El estado de la mayoría de las lagartijas y lagartos (orden Squamata) y sus poblaciones es ampliamente desconocido. Es probable que exista una pequeña proporción de especies consideradas en peligro debido a sus atributos de historia de vida que hacen que estos reptiles sean menos susceptibles al deterioro por factores antropogénicos, tales como densidad poblacional alta, tiempos de generación cortos, alta fecundidad y poca longevidad. Sin embargo, varias especies han sido incluidas en la Lista Roja de la UICN dentro de la categoría En Peligro.
En cuanto a las serpientes (orden Squamata), se ha destinado poca atención al estados de las poblaciones y no han recibido una evaluación comprensiva por la UICN. Esta falta de datos se debe principalmente a su comportamiento críptico y actividad baja o esporádica, que dificultan la evaluación del estado poblacional. La mayoría de las especies amenazadas son aquellas con requerimientos de hábitat especializados, rangos geográficos reducidos, o características de historia de vida como tamaño corporal grande, madurez sexual retardada y/o tasas reproductivas lentas.

#### Peces
Los peces se pueden encontrar donde exista agua con una integridad razonable, desde profundidades marinas que exceden los 8000 metros a lagos de montañas por encima de los 5000 metros de altitud. Alrededor del 58% de todos los peces son marinos, y un 41% vive en agua dulce, con el 1% restante designado como diadromo, migrando regularmente entre sistemas oceánicos y de agua dulce.
Este gran grupo de vertebrados (el más grande) forma parte de los recursos naturales más importantes del mundo, ya que proveen numerosos bienes y servicios ecosistémicos a la población humana, incluyendo una pesca anual de más de cien millones de toneladas de biomasa salvaje en todo el mundo. Por esta razón, la pérdida de la biodiversidad de peces no solo afecta los ecosistemas costeros sino también las comunidades humanas que dependen de ellos para sus medios de vida y subsistencia.
La Lista Roja de la UICN del 2004 incorporó 1.366 especies evaluadas, de las cuales el 71% fueron consideradas ya sea extintas o con alto riesgo de extinción. Si las especies categorizadas como Deficiente de Datos se incluyen dentro del grupo de las no amenazadas, la proporción antes mencionada se reduce a un 53% de las especies evaluadas.
Las amenazas varían según el hábitat en el que viven las especies. Para las especies de agua dulce las principales amenazas son degradación del hábitat que incluye modificación del fondo, eliminación de la estructura, extracción de agua, alteración hidrológica, eutrofización, deposición de sedimentos y sobreexplotación. Otras factores que contribuyen a la declinación de las poblaciones de peces dulceacuícolas son la contaminación, el aumento de la población humana, turismo y agricultura. En cuanto a las especies marinas la principal amenaza es la sobreexplotación por pesca desmedida, que a menudo involucra la destrucción de hábitat. La acidificación del océano por el aumento del CO2 podría ser un factor que provoque declinación en las poblaciones ya que se ha probado que larvas de peces que habitan en arrecifes de coral (pez payaso y damisela) expuestas a un rango de 700-850 ppm de dióxido de carbono disuelto (concentración estimada para el final del siglo), perjudica la habilidad de responder a los olores de depredadores y produce un comportamiento más arriesgado. Estas modificaciones en las larvas aumentarían la mortalidad y, por lo tanto, la reposición de las poblaciones se vería gravemente amenazada.

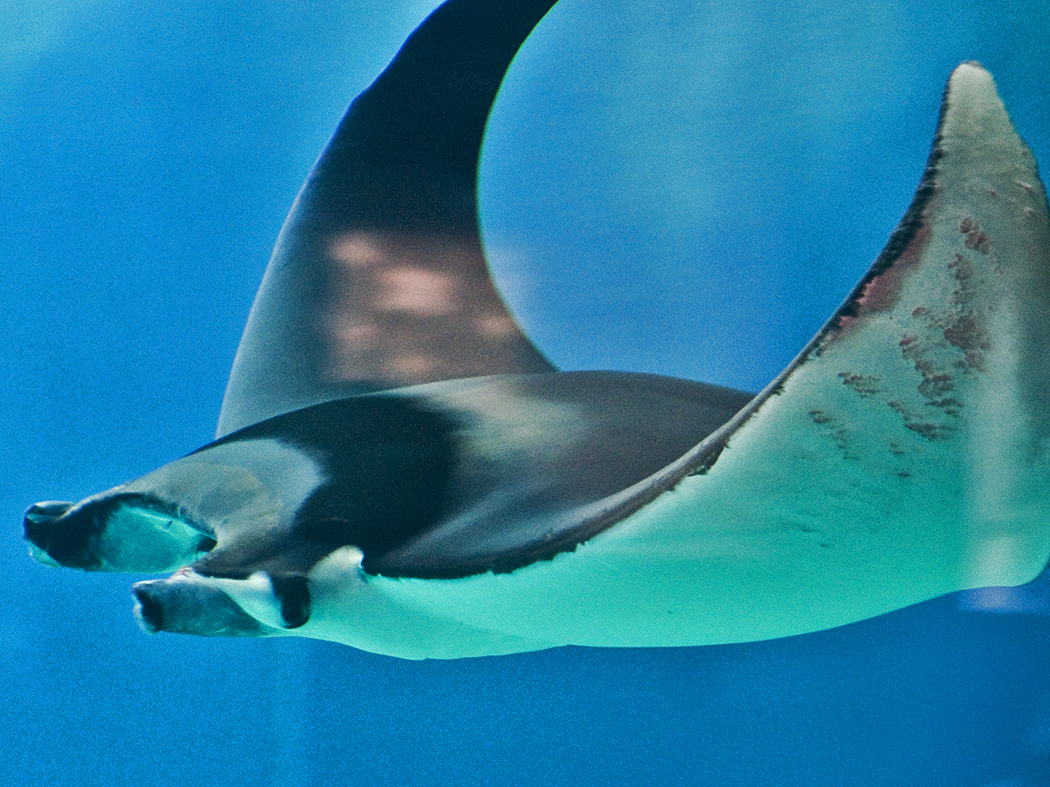
Mobula mobular (manta). Pez elasmobranquio que habita en el mar Mediterráneo, incluido en la categoría En Peligro de la UICN.

En algunos vertebrados el riesgo de extinción está relacionado con el tamaño corporal (por ejemplo, mamíferos y aves). En el caso de los peces depende del hábitat en el que viven, aquellas especies dulceacuícolas que son de tamaño corporal grande tienen la misma probabilidad de estar amenazadas de extinción que las pequeñas. Las especies marinas de mayor tamaño tienen más probabilidad de estar amenazados debido a la selección en la pesca comercial (se eligen peces más grandes), un claro ejemplo son los peces condrictios elasmobranquios (tiburones y rayas) que muestran mayor susceptibilidad a la sobrepesca y tienen un potencial de recuperación limitado. De hecho, tres cuartos de los tiburones y rayas pelágicos tienen un elevado riesgo de extinción debido a los factores antes mencionados y la proporción de elasmobranquios amenazados (52%) es más del doble que la de todos los condrictios evaluados (21%).
Es evidente que el aumento de la riqueza económica de cualquier país y, como consecuencia, el crecimiento del tamaño poblacional humano tienen efectos deletéreos en la biodiversidad de peces debido a que esto potencia los factores de amenaza mencionados. Por lo tanto, debido a la gran influencia del hombre sobre la diversidad marina y dulceacuícola y, al mismo tiempo, la gran dependencia de esta diversidad para subsistir y/o para el comercio, es sin dudas necesario comenzar a plantear modelos económicos o modos de explotación alternativos que sean sustentables y permitan la recuperación de las poblaciones naturales utilizadas.

### Invertebrados amenazados
Los invertebrados raramente son considerados en las políticas de conservación, a pesar de representar la gran mayoría de especies descriptas (aproximadamente el 80%). Además, solo el 0,5% de los artrópodos y el 4% de los moluscos descriptos globalmente han sido evaluados por la UICN, siendo la mayoría mariposas, libélulas, cangrejos dulceacuícolas y algunas especies de bivalvos. Como consecuencia, la mayoría de las especies de invertebrados amenazados probablemente son excluidos. Este sesgo se debe, en gran parte, al desconocimiento de atributos poblacionales importantes para que una especie sea evaluada y categorizada, tales como distribución, abundancia y ecología y sensibilidad a cambios en el hábitat.

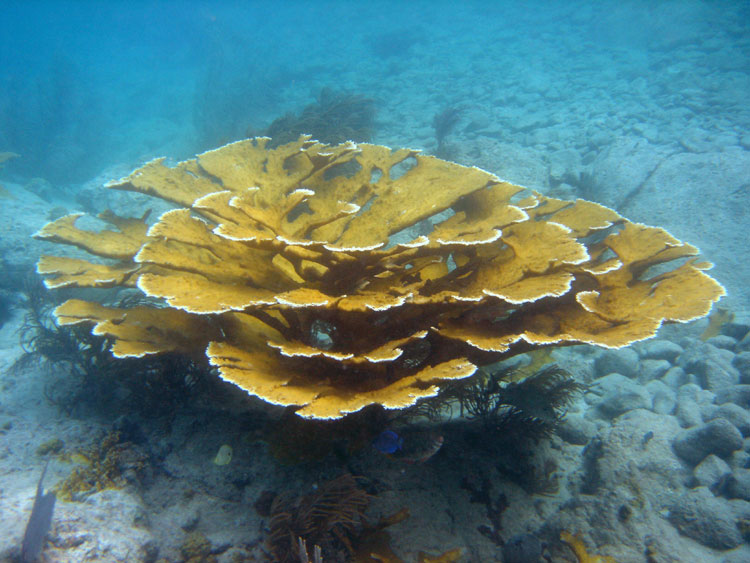
Acropora palmata (coral cuerno de alce). Uno de los corales formadores de arrecifes más importantes del Caribe, incluido en la categoría En Peligro Crítico de la UICN.

La Lista Roja del año 2004 incluyó doce grupos de invertebrados entre los cuales se encontraban especies de caracoles, mejillones, mariposas, polillas, escarabajos tigre y saltamontes. La mayoría presentaron un porcentaje de amenaza superior al 15% (rango de 8-82%). Sin embargo, estos grupos solo fueron analizados en Norteamérica y no se proporciona información sobre los factores generales de amenaza. Por otro lado, en la Lista Roja del año 2008, a pesar de que se tratan solo tres grupos de invertebrados dulceacuícolas (moluscos, libélulas y cangrejos) y solo un grupo de invertebrados marinos (corales), hay mayor información sobre otros sitios de muestreo (por ejemplo África, Europa y Australia) y mencionan los factores de amenaza (contaminación, cambio climático, degradación del hábitat, etc.).
Los corales son un ejemplo de riesgo de extinción elevado, ya que el 27% de todas las especies que forman arrecifes conocidas globalmente se encuentran amenazadas. Esto no solo afecta a los corales sino también a la gran diversidad de especies que habitan en los arrecifes que forman, muchos de los cuales son especialistas por lo que el riesgo es mayor. Las principales causas de deterioro son aumento de la frecuencia y duración de los eventos de blanqueamiento y enfermedades (vinculado con el aumento de la temperatura superficial del mar), acidificación del océano y amenazas antropogénicas como extracción de corales, sedimentación y contaminación.
Así como los vertebrados están amenazados por la pérdida y degradación del hábitat, el cambio climático y la contaminación, los invertebrados también lo están. La modificación del ambiente puede afectar a especies necesarias para diversos invertebrados, ya sea porque se alimentan de ellas, son hospedadores, o presentan algún tipo de interacción especializada (por ejemplo, planta-polinizador o depredador-presa). En estos casos las estrategias de manejo para la persistencia de una de las especies que participa en la interacción, puede ser insuficiente para mantener las poblaciones de todas las especies dependientes de ella. Un ejemplo representativo pueden ser las hormigas cortadoras de hojas en Brasil, que se observa un incremento en el número de hormigueros en fragmentos de bosques. Esto se puede deber a la disminución de la presión de predadores y parásitos como consecuencia de la fragmentación y por procesos relacionados con los recursos vegetales, consecuentemente se vería afectada la estructura del fragmento. Otros ejemplos de este país son el escarabajo estercolero que está involucrado en los procesos de descomposición, y los insectos polinizadores que favorecen la fertilización de plantas nativas y exóticas y proporcionan servicios a las poblaciones humanas como la miel y el propóleo, y por lo tanto también deben ser considerados en las decisiones de conservación.
Es importante conocer los servicios que ofrecen muchas especies de invertebrados a la sociedad, algunos son más bien indirectos, como la polinización, y otros son directos como el comercio de bivalvos y crustáceos (langostinos y camarones) para la alimentación y el desarrollo económico de ciudades costeras. Además, existen casos donde la pesca ha sido excesiva y mediante políticas de manejo sustentable que involucraron investigadores y comerciantes, los recursos se han recuperado y aún generan ganancias en los pobladores. Un ejemplo es la pesca mediante buceo de una especie de vieira (Aequipecten tehuelchus o “vieira tehuelche”) que habita las costas de la Patagonia en Argentina, precisamente en el Golfo San José en la provincia de Chubut, que selecciona individuos que tengan un tamaño específico para asegurar el primer evento reproductivo, generar ganancias por la masa del bivalvo y para proteger aquellos individuos que aún son inmaduros y permiten la regeneración de la población. Por lo tanto, es posible plantear políticas de manejo y conservación que mantengan los servicios ecosistémicos sin dañar a la especie que los brinda.

### Plantas amenazadas
En una escala global alrededor del 12,5%, o bien 34.000 especies, de las plantas vasculares están categorizadas como Amenazadas. Sin embargo, otras estimaciones indican que el número de especies amenazadas probablemente se encuentre entre 94.000 y 144.000, o sea el 47% de la flora mundial. La Lista Roja del 2008 (UICN) incluyó la evaluación de 12.055 especies de plantas, de las cuales 8.457 se encuentran amenazadas. Sin embargo, solo se evaluó alrededor del 4% (principalmente cícadas y coníferas) de aproximadamente 298.506 especies de plantas descriptas, por lo que no se puede decir sobre la base de los datos aportados por la UICN que el 3% de la flora mundial está amenazada.

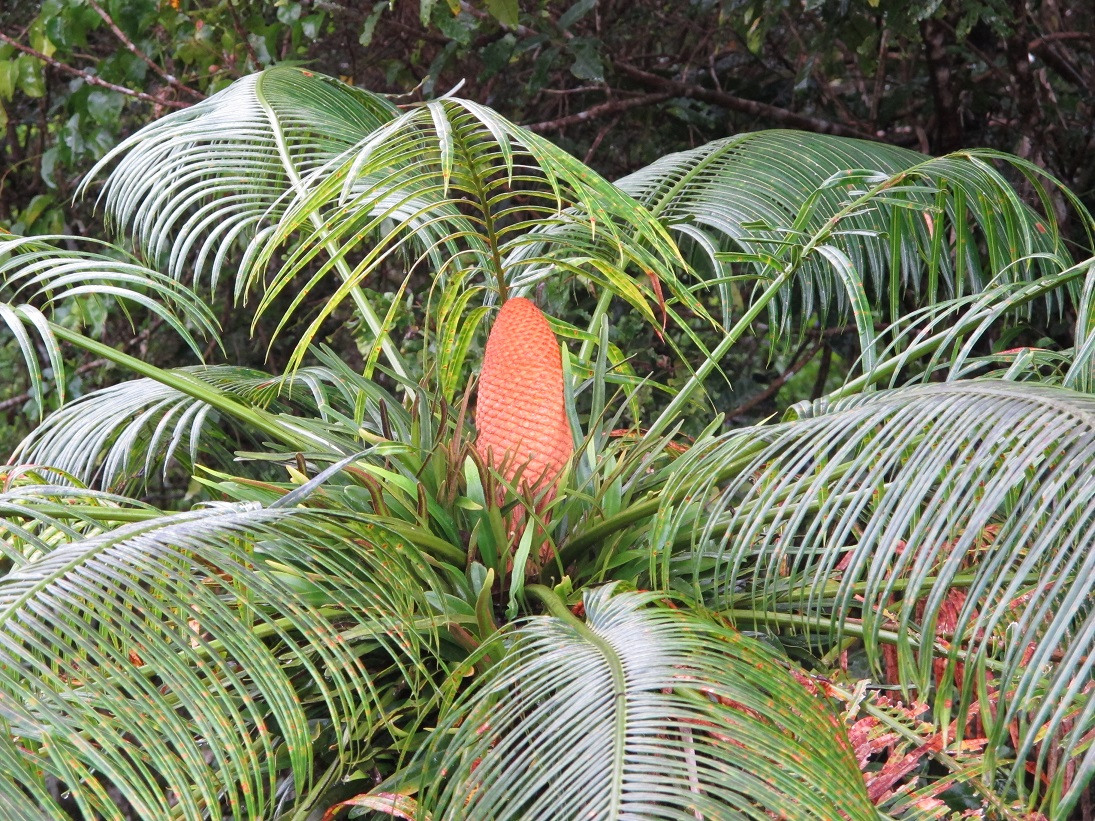
Cycas micronesica (cícada). Habita en Micronesia, se encuentra en la categoría Amenazada de la UICN. La amenaza es una plaga de insectos introducidos (Aulacaspis yasumatsui).

Las cícadas y las coníferas son las únicas clases de plantas que han sido ampliamente estudiadas por la UICN. El 28% de las coníferas están amenazadas, las cuales se encuentran principalmente en Norteamérica (California), Mesoamérica (México) y Sudamérica (Argentina) entre otros. Las principales amenazas para este grupo de gimnospermas son explotación forestal, incendios sin controles y el subsecuente pastoreo de las plántulas por animales domésticos o especies introducidas; otras amenazas son conversión de bosques en zonas de cultivos, en minas o en centrales hidroeléctricas, explotación para extraer resinas, semillas comestibles y medicinas. En el caso de las cícadas, el 52% de las especies analizadas se encuentran amenazadas y los sitios con mayor proporción de especies amenazadas son México, Sudáfrica y Australia. Las principales amenazas para las cícadas son pérdida y degradación del hábitat debido a que la mayoría de las especies tienen rangos de distribución acotados, mientras que en un caso (Cycas micronesica) la principal amenaza es la especie invasora Aulacaspis sp.
En Europa se registraron cerca de 2.000 especies únicas de ese continente con riesgo de extinción, y la mayoría de los taxones son endémicos de un solo país. Los taxones amenazados se concentran en las regiones mediterránea y balcánica, siendo Italia el país con mayor concentración de taxones amenazados (586). Otros países con altas concentraciones son España (432), Grecia (317), Francia (171), Reino Unido (137) y Rumania (115). Algunos ejemplos de especies amenazadas son Deschampsia littoralis (Familia Poaceae-Orden Poales), Epipactis pontica (Familia Orchidaceae-Orden Asparagales), Pinus heldreichii var. leucodermis y Pinus peuce (Familia Pinaceae-Orden Pinales), Consolida uechtritziana (Familia Ranunculaceae-Orden Ranunculales), Apium repens (Familia Apiaceae-Orden Apiales), Gladiolus palustris (Familia Iridaceae-Orden Asparagales), entre otras. Otro análisis completo de especies amenazadas se realizó para la Familia Magnoliaceae, categorizada como En Peligro Crítico debido a la pérdida y degradación del hábitat natural y la explotación forestal.
Las plantas medicinales también han sido estudiadas debido a la utilidad que tienen para la sociedad. Existen alrededor de 52.000 especies de plantas que son utilizadas médicamente y alrededor de 4.160 están amenazadas. Las principales amenazas son la deforestación y la conversión a plantaciones, pasturas y agricultura
Un método de conservación que actualmente se utiliza para plantas consiste en el almacenamiento de semillas en lo que se denomina un Banco de germoplasma. Esto permite que aquellas especies cuyas poblaciones están amenazadas por actividades humanas u otras influencias (enfermedades, salinidad, invasión de malezas, etc.) puedan ser conservadas mediante el almacenamiento de material vegetal cuando los métodos de conservación in situ no se pueden llevar a cabo, otorgando la posibilidad de una reintroducción cuando las condiciones del hábitat sean favorables. Este método ha sido exitoso para varios tipos de plantas, tales como Briófitas, plantas suculentas, palmeras, plantas con bulbo, especies de árboles, cactus, entre otras.

## Ecorregiones amenazadas
Las ecorregiones son unidades de biodiversidad de escala regional o escala continental, son grandes áreas de tierra o agua con un conjunto de comunidades naturales característico y que comparten una gran mayoría de sus especies, dinámicas ecológicas y condiciones ambientales. Funcionan efectivamente como unidades de conservación a gran escala porque abarcan comunidades biológicas similares y su extensión coincide aproximadamente con el área sobre el cual los procesos ecológicos claves interaccionan más fuertemente. Global 200 es una lista de 238 ecorregiones consideradas como prioridad para la conservación, sobre la base de los niveles de biodiversidad que contienen (muy distintiva o irremplazable) o qué tanto representan el bioma al que pertenecen; algunos ejemplos pueden ser Selva guineana, Estepa patagónica, Bosques y Sabanas del Cerrado, Río Amazonas y Bosques Inundados, Lagunas Altoandinas, Mar Mediterráneo, Atlántico Patagónico, entre muchos otros.
Entre todas las ecorregiones terrestres de Global 200 (142 en total), 75 ecorregiones (53%) se encuentran amenazadas o críticamente amenazadas, 39 (27%) son vulnerables y 28 (20%) están relativamente estables o intactas. Entre las 53 ecorregiones de agua dulce, 31 (58%) son consideradas amenazadas o críticamente amenazadas, 10 (19%) son vulnerables y solo 12 (23%) son relativamente estables. Por otro lado, doce ecorregiones marinas (29%) son consideradas relativamente estables o intactas, mientras que otras doce (29%) están amenazadas o críticamente amenazadas; aquellas regiones con surgencia (upwelling) sufren sobreexplotación, los mares cerrados son degradados y los arrecifes de coral y manglares están afectados por la destrucción del hábitat, degradación y sobreexplotación alrededor del mundo.
Un caso de gran amenaza e importancia ecosistémica son los manglares. Los manglares son hábitats claves debido a que tienen una gran influencia en las poblaciones de especies que los habitan y en ecosistemas alejados de su área. Tienen la capacidad de filtrar limo y contaminantes que provienen de la escorrentía terrestre que, de otra manera, dañaría las praderas marinas y los arrecifes de coral. Las amenazas primarias para todas las especies de manglares son destrucción de hábitat y la remoción de áreas de manglares para la conversión a sitios de acuicultura, agricultura, desarrollo urbano y costero y sobreexplotación. El cambio climático también puede ser una amenaza para todas las especies de manglares, y en particular en los bordes del rango de distribución de las mismas donde la temperatura del mar y otros cambios ambientales pueden ser mayores.
Otros casos de amenaza severa son los bosques. Estos hábitats están fuertemente amenazados por las altas tasas de deforestación que existen en la actualidad, las cuales son mayores en los bosques tropicales secos que en los húmedos, además de estar expuestos a más de un tipo de amenaza en varios sitios del mundo. A nivel global y teniendo en cuenta todos los tipos de bosques, todavía existe un gran número de áreas ocupadas por bosques con niveles de protección muy bajos en los trópicos y en zonas templadas y boreales, por lo que es necesario mayor investigación en estas zonas para alcanzar un nivel de protección adecuado.
El enfoque planteado por Global 200 considera que aquellas ecorregiones que sean altamente irremplazables son prioridad para la conservación a nivel global, mientras que otros enfoques de conservación, como los hotspots, priorizan aquellos sitios del mundo con baja vulnerabilidad y alta biodiversidad. Cuando se comparan estos tipos de "plantilas" se observa que ambos enfoques coinciden en muchas partes del mundo pero el Global 200 abarca un área mayor, esto se debe a que no solo tiene en cuenta la biodiversidad sin también aquellos biomas que tengan características particulares. Por otro lado, la biología de la conservación necesita de ambos enfoques, aunque impliquen métodos de aplicación diferentes.
Por lo tanto, es sumamente necesario generar una visión integrada de regiones prioritarias para la conservación, esto es, teniendo en cuenta los hábitats que contiene esa región, qué tan irremplazables son, y la biodiversidad que alberga. Esto permite ampliar el enfoque para que las medidas que se deban tomar beneficien tanto a las especies amenazadas como a los hábitats a los que pertenecen, ya que la biodiversidad depende del lugar donde se encuentran y los recursos que contiene y, a su vez, las diferentes ecorregiones se ven influenciadas por las especies que forman parte de ellas.